# Citronella costaricensis
Citronella costaricensis är en järneksväxtart som först beskrevs av Donn. Smith, och fick sitt nu gällande namn av Howard. Citronella costaricensis ingår i släktet Citronella och familjen Cardiopteridaceae. Inga underarter finns listade i Catalogue of Life.